# Gesalibar
Gesalibar es una entidad de población española del municipio de Mondragón, perteneciente a la provincia de Guipúzcoa, en la comunidad autónoma del País Vasco.

## Toponimia
El lugar puede aparecer referido como «Gesalibar», «Guesalibar» y «Santa Águeda».

## Historia
Hacia mediados del siglo XIX, el lugar, una anteiglesia ya por entonces perteneciente a Mondragón, tenía contabilizada una población de 132 habitantes. Aparece descrito en el primer volumen del Diccionario geográfico-estadístico-histórico de España y sus posesiones de Ultramar de Pascual Madoz con las siguientes palabras:

AGUEDA (Santa) ó GUESALIBAR: anteig. en la prov. de Guipúzcoa (9 1/2 leg. á Tolosa), dióc. de Calahorra (23), part. jud. de Vergara (2 1/2) y ayunt. de Mondragon (1/2): sit. sobre las márg. del r. Aramayona, al final de una vistosa y agradable vega, cercada de montes bien poblados, su clima es templado: domina el viento NO., si bien por Otoño y Primavera reina el Solano, y las enfermedades comunes son constipados: 22 casas bastante cómodas, el cas. de Zabolain y una famosa casa de baños (V.), constituyen la pobl. cuya igl. parr. (Sta. Agueda), frecuentada con devocion por todos los naturales de Guipúzcoa, es mediana y servida por unc ura que nombra el diocesano, entre hijos patrimoniales, prévio concurso. Su escaso térm. confina por N. y E. con el de Mondragon, al S. con Galarza y por O. con el valle de Aramayona (prov. de Alava), desde cuyo punto baja el indicado r. que dirigiéndose al E. se une al Deva, despues de cruzarle el puente sit. cerca de la referida casa de baños. Una fuente abundante de agua cristalina, abastece al vecindario, ademas de los diversos manantiales que se encuentran en el térm., á dist. de 5' y en el camino de Garagarza hay otra fuente cuyas aguas ferruginosas, son recomendables contra las hemorrágias, flores blancas y otras enfermedades crónicas. El terreno calizo y arcilloso, participa de monte con arbolado y de llano bastante fértil: hay caminos para Aramayona y para Garagarza; este último en mal estado: el correo se recibe de Mondragon, por medio del baligero de Aramayona, los domingos, martes, miercoles y viernes á las 7 de la tarde en el verano; en el invierno se retrasa 13 horas, y siempre contesta al dia siguiente de su recibo. Prod. maiz, trigo, castaña, patatas, lino, varias legumbres y toda clase de frutas: cria ganado vacuno, lanar y cabrio; hay caza de perdices, liebres, raposos y javalies, y se pescan buenas anguilas. La ind. se reduce á la agricola y á un molino harinero, desde que hace 30 años abandonaron sus dueños una ferr. que se encuentra arruinada. pobl. 24 vec.: 132 alm. Contr. (V. Guipuzcoa.)
(Madoz, 1845, pp. 130-131)

En 2022, la entidad singular de población tenía empadronados 382 habitantes y el núcleo de población, 332.

## Patrimonio

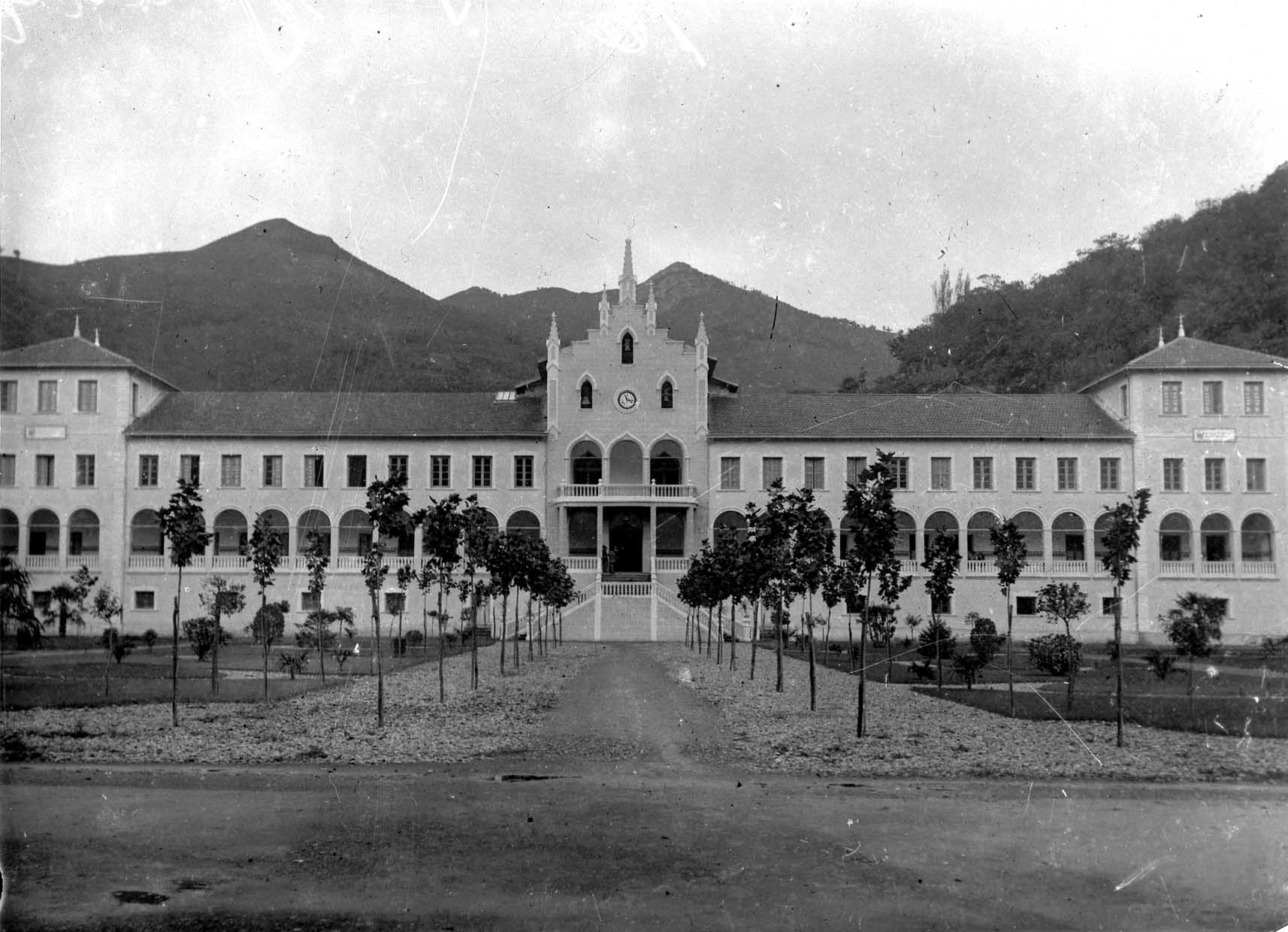
Imagen antigua del balneario u hospital psiquiátrico de Santa Águeda

Iglesia parroquial de Santa Águeda, construcción del siglo XVI, que conserva una portada apuntada fechable en el XIII; retablo mayor renacentista con escenas de la vida de la santa. La localidad acoge además el histórico hospital psiquiátrico de Santa Águeda, inaugurado en 1898 y anteriormente famoso balneario de aguas ferruginosas donde en 1897 fuera asesinado el presidente del Gobierno de España, Antonio Cánovas del Castillo, así como dos instalaciones médicas modernas, el hospital psiquiátrico San Juan de Dios, al que pertenece el viejo edificio de Santa Águeda, y el hospital Aita Menni.